# Beffroi de l'hôtel de ville de Charleroi
 (juillet 2025).
Le beffroi de l'hôtel de ville de Charleroi, inauguré en 1936, dans un style Art déco, en plein cœur de la Ville-Haute devant la place du Manège.
Il est le plus récent des beffrois de Wallonie. Ceux de Tournai, Mons et Namur, pour la plupart datant de l'époque médiévale, contrastent avec celui de Charleroi, construit dans les années 1930. Ce dernier reste unique par sa conception moderne notamment avec l'usage de béton armée, par rapport aux autres beffrois de Belgique et du nord de la France.
Il est l'un des symboles du Pays Noir.

## Description
Vers la place du Manège, à l'angle coupé formé par les rues du Beffroi et du Dauphin, se trouve un beffroi fortement marqué par le style « Art déco ».
De plan carré et d'une hauteur de 70 mètres, il est construit en pierre bleue pour le rez-de-chaussée et pierre blanche sur la hauteur des étages, en briques jusqu'à la chambre abritant le carillon, en pierre blanche sur la partie supérieure. La tour est coiffée d'un clocheton de couronnement en bronze.
La construction de ce beffroi a posé des problèmes de stabilité dus au poids de l'ensemble (35 000 tonnes), mais également au terrain soumis aux mouvements miniers.

Pour assurer une stabilité maximale, la tour repose sur une semelle d'une surface de 400 m2, renforcée de béton armé à 160 kg de fer par mètre cube. De plus, un vérin hydraulique est placé à l'intérieur de chacun des quatre piliers de soutènement. Ces vérins permettent de régler l'aplomb de l'édifice.
Le beffroi est équipé d'une horloge et d'un carillon de quarante-sept cloches jouant chaque quart d'heure un air populaire de Jacques Bertrand, chansonnier du XIXe siècle, né à Charleroi.